# Colectivo Moriviví
El Colectivo Moriviví es un grupo de artistas puertorriqueñas fundado en 2013 en Caguas, Puerto Rico, conocido por su trabajo mural colaborativo con enfoque feminista y comunitario. El colectivo utiliza el arte como herramienta de denuncia, concienciación social y sanación, abordando temas como la violencia de género, los derechos reproductivos, la identidad y la memoria histórica.

## Historia y formación

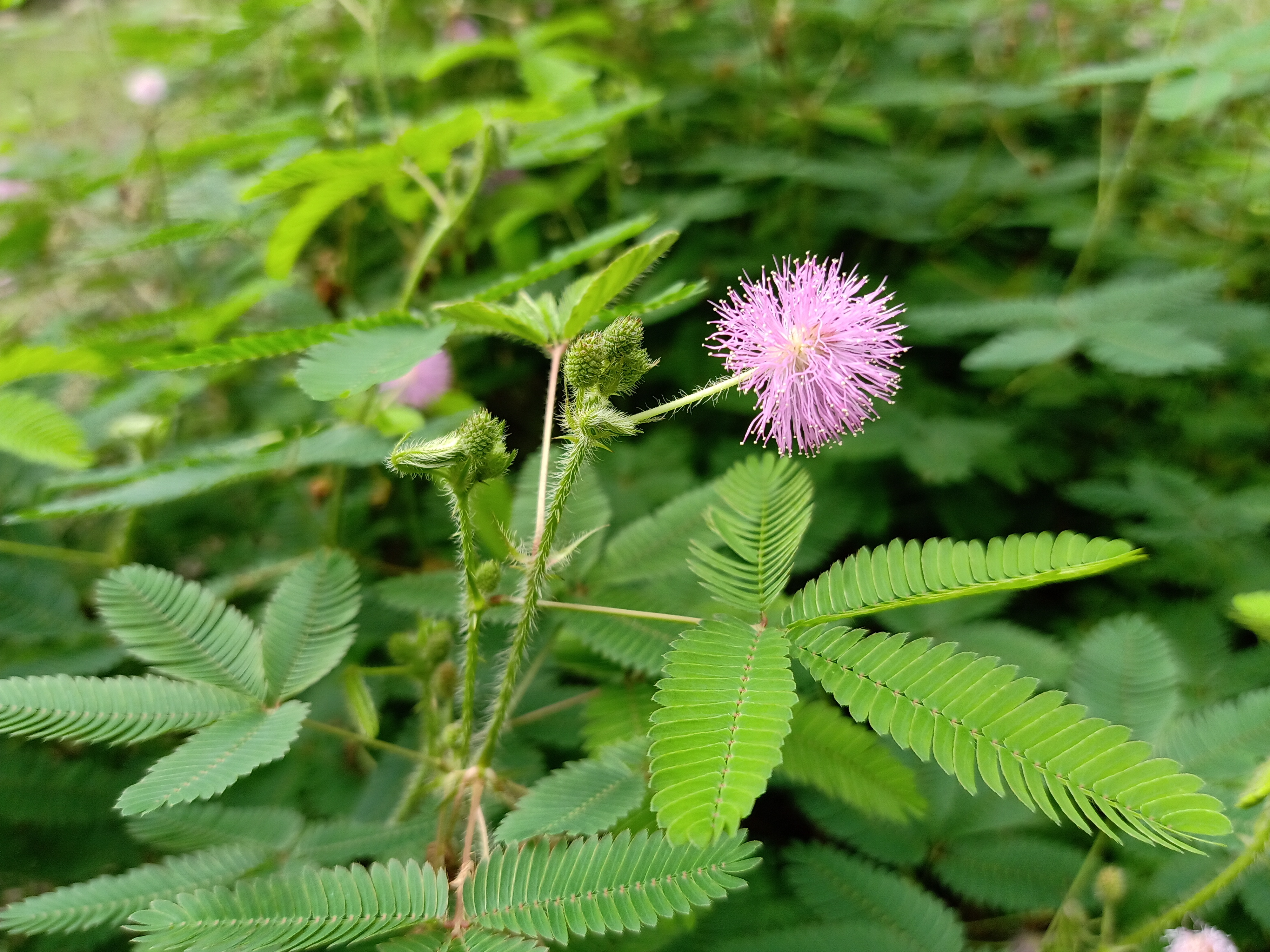
Mimosa pudica

El Colectivo Moriviví fue fundado por un grupo de estudiantes de la Escuela de Artes Plásticas de Puerto Rico en abril de 2013. Su nombre hace alusión a la planta sensitiva Mimosa pudica, conocida popularmente como "moriviví", cuya característica de cerrarse al contacto simboliza la resistencia y vulnerabilidad de las mujeres puertorriqueñas.
Desde su inicio, el colectivo ha trabajado en espacios públicos para acercar el arte a las comunidades, y ha priorizado la colaboración con organizaciones feministas, escuelas y movimientos sociales. Han creado murales participativos en los que integran voces y experiencias de las comunidades, especialmente de mujeres y personas marginalizadas.
Además de crear murales, Moriviví ha desarrollado talleres de formación artística con jóvenes, mujeres sobrevivientes de violencia y comunidades desplazadas. En colaboración con instituciones como la Universidad del Sagrado Corazón y colectivos como Taller Salud, han promovido espacios de arte como acción colectiva y resiliencia.

## Obras y temas recurrentes
Entre sus proyectos más conocidos se encuentran:
- "Paredes que Hablan" (2014): mural participativo realizado en el Festival de Claridad, en el que se plasmaron testimonios de mujeres sobre violencia de género. Fue vandalizado poco después, lo que generó debates sobre la censura y la violencia simbólica en el espacio público.[8][9]
- "El cuerpo es un archivo" (2017): obra en la que se abordaron las memorias corporales del trauma y la sexualidad femenina en clave anticolonial y postpatriarcal.[3][10]
- Murales sobre derechos reproductivos: con influencia de luchas históricas como la resistencia a la esterilización forzada en Puerto Rico, han producido obras que denuncian el control del Estado sobre los cuerpos femeninos.[11][12]

El colectivo también ha explorado elementos de la mitología taína y la espiritualidad afrocaribeña, como se evidencia en su mural "Semillas", creado en Loíza en colaboración con líderes comunitarios y sanadoras tradicionales, donde representaron deidades y símbolos ancestrales vinculados a la fertilidad, la protección y la resistencia espiritual, revalorizando saberes ancestrales en clave feminista.

## Murales internacionales
El colectivo ha sido invitado a participar en encuentros internacionales de muralismo, lo que ha ampliado su impacto y visibilidad global. Algunos de estos encuentros incluyen:
- Miracle Project (2017): En la aldea Hua Quan, ciudad de YinTan, provincia de Jiangxi, China, el colectivo presentó los murales *Cacibajagua* y *Hombre-isla*, que exploran temas de colonialidad, naturaleza y cuerpo humano en relación con la historia taína.

- Sheffield Mural Fest (2019): En Sheffield, Tasmania, Australia, crearon el mural *Hueco del vientre*, que aborda la sensibilidad masculina y la crítica al patriarcado, representando a un hombre rodeado de agua con mariposas emergiendo de su vientre.

- Freshpaint Springfield (2019): En Springfield, Massachusetts, EE. UU., el colectivo participó en la primera edición de este festival, creando murales que reflejan la experiencia de la diáspora puertorriqueña y su conexión con la comunidad local.

- Colaboración en Vega Alta (2019): En Vega Alta, Puerto Rico, el colectivo colaboró con la muralista suiza Noemí Manser para crear una obra que simboliza la resiliencia y la unidad comunitaria, destacando la importancia de la colaboración artística internacional.[13]

Estas participaciones reflejan el compromiso del colectivo con el arte como herramienta de activismo y su capacidad para conectar con diversas comunidades a nivel global.

## Reconocimiento y proyección internacional
El colectivo ha sido invitado a participar en varios encuentros internacionales de muralismo y arte feminista. En 2023 realizaron una residencia artística en Australia, donde colaboraron con comunidades indígenas en proyectos de arte público.
También han sido beneficiarias de fondos de organizaciones como Art Matters Foundation, la Mellon Foundation, FRIDA (Fondo de Jóvenes Feministas), y NALAC (National Association of Latino Arts and Cultures).